# 海洋聖母聖殿

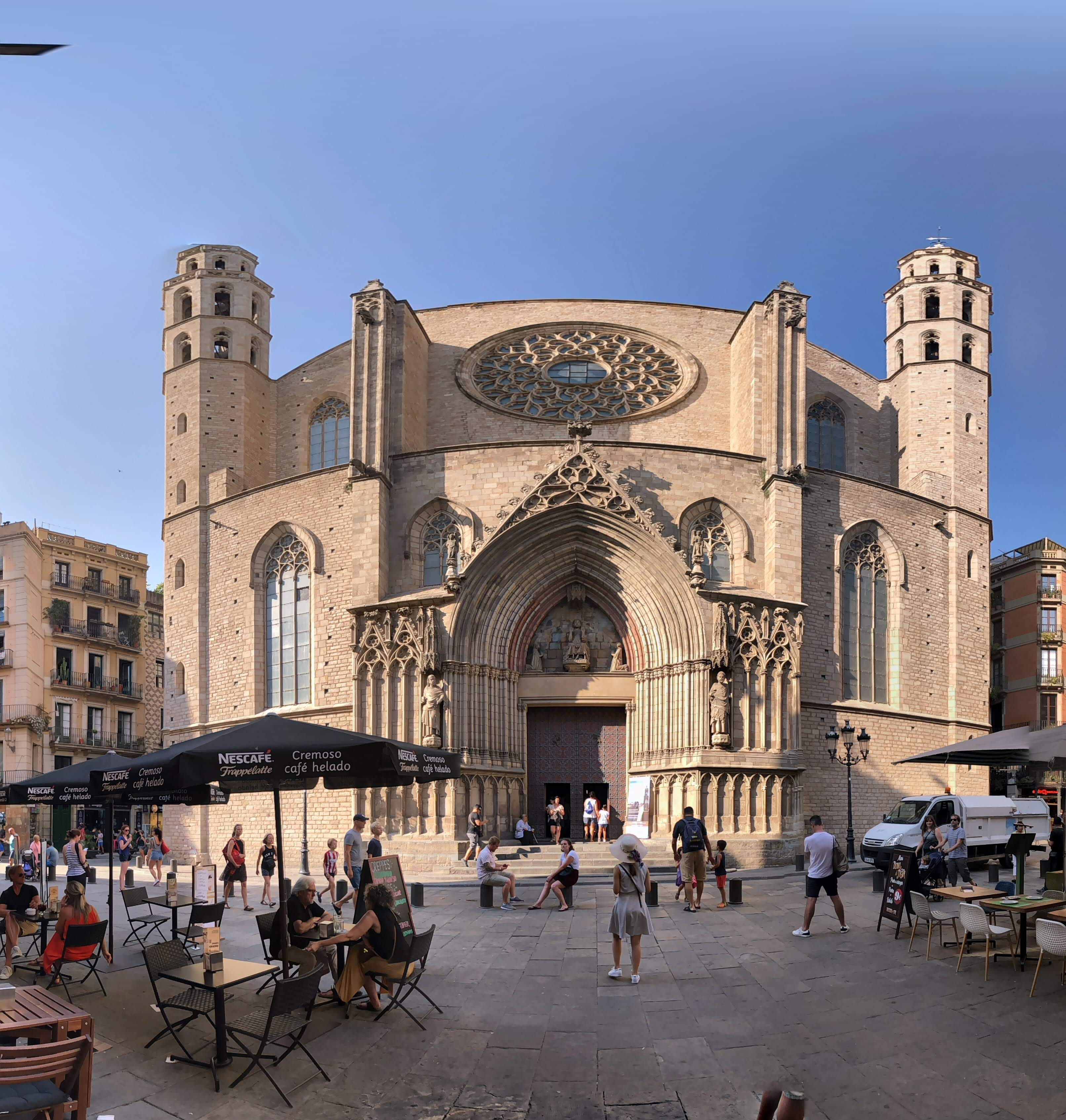
海洋聖母聖殿

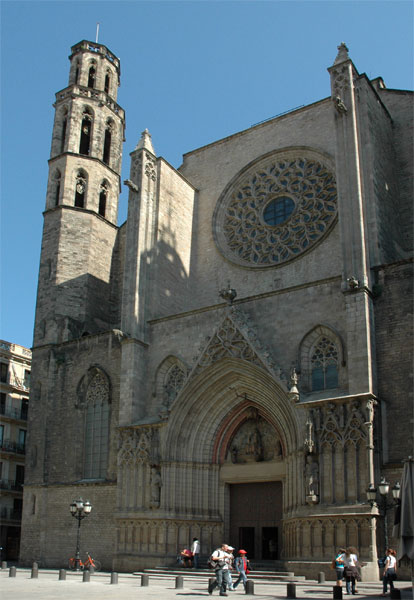
西側一景

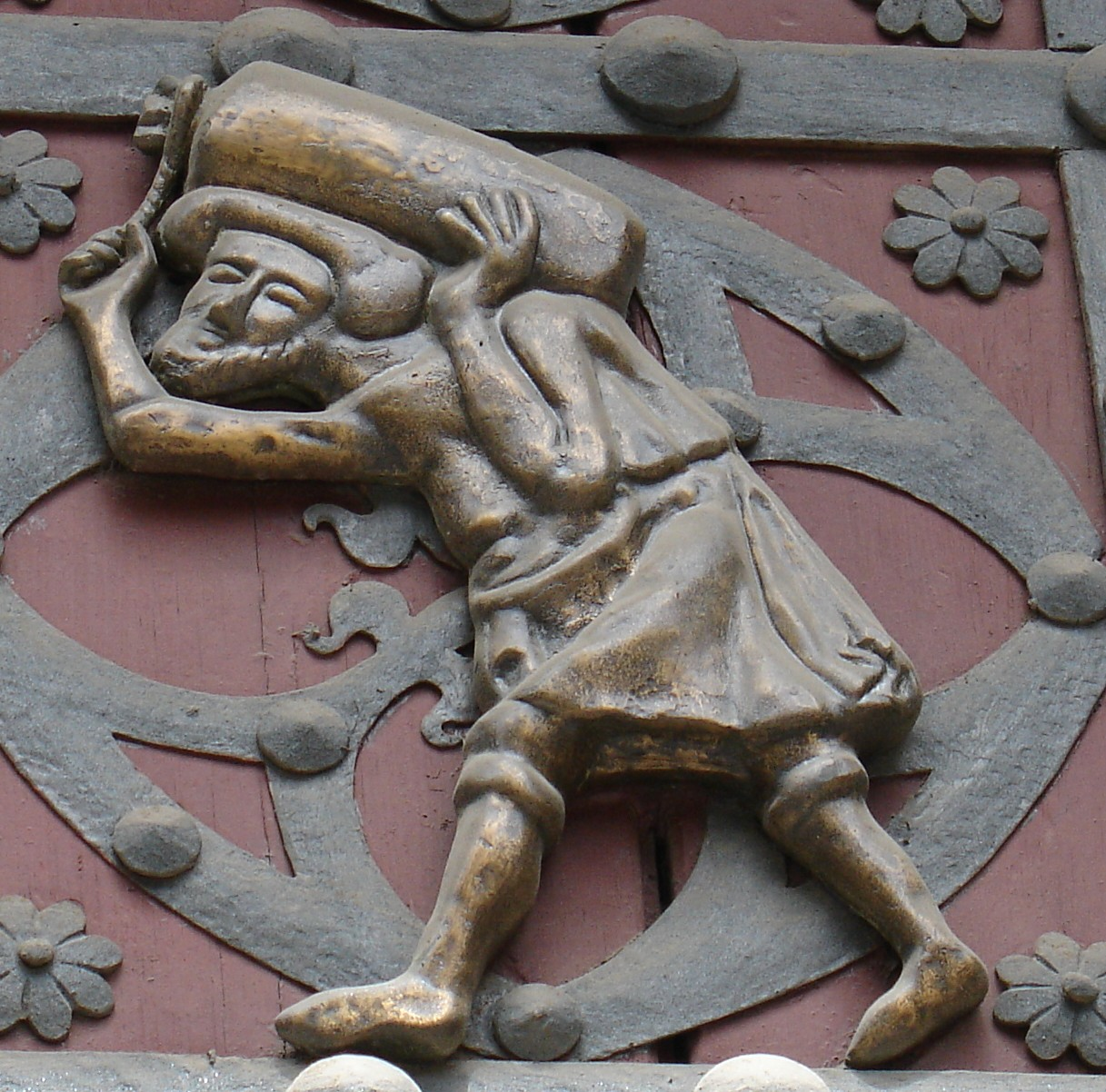
主門上有為建造教堂搬運石頭的大力士

41°23′01″N 2°10′55″E / 41.38361°N 2.18194°E
海洋聖母聖殿（西班牙語：Basílica de Santa María del Mar），位於西班牙加泰羅尼亞的巴塞隆納旧城区东南部的里贝拉社区（La Ribera），建於1329年至1383年，建築風格屬於加泰羅尼亞哥德式建築。

## 歷史
最早關於此教堂的記錄始於998年，重建工程始於1329年3月25日，首席設計師是貝倫格·孟塔古（Berenguer de Montagut）和Ramón Despuig，相關的公會團體在當時也參與了建築工作。1428年，一場地震破壞了西側的玫瑰窗，新的火焰式窗於1459年完工。

## 外部連結
- 海洋聖母聖殿 （页面存档备份，存于）
- 海洋聖母聖殿照片 （页面存档备份，存于）